# Números (militar)
Os números (em grego: Νούμεροι; romaniz.: Noumeroi; sing. em grego: Νούμερον; romaniz.: Noumeron; do latim numerus, lit. número no sentido de "regimento") foram uma unidade de guarnição de infantaria bizantina da capital imperial, Constantinopla. A principal tarefa deles envolveu a proteção do Grande Palácio de Constantinopla e o Numera, uma das prisões da cidade.

## História e funções
A origem e data de estabelecimento dos Números é desconhecido. Eles são atestados seguramente pela primeira vez durante o reinado de Miguel III, o Ébrio (r. 842–867): a unidade é mencionada no Taktikon Uspensky de 842/843, e o nome de um dos comandantes, Leão Lalacão, também sobrevive a partir do mesmo período. J. B. Bury considera um sela dos séculos VII-VIII que menciona um "drungário dos nú[meros]" como uma indicação de um predecessor da unidade do século IX, e baseado na nomenclatura de seus oficiais subalternos sugere uma origem no exército romano oriental do século VI, enquanto John Haldon traça sua linhagem hipotética no final do século VII. A unidade sobreviveu até o século XI, quando deixou de ser mencionada, indicando que foi dissolvida.
O termo número (transcrito do latim numerus; em grego também traduzido como arithmós) em si foi um termo comum para uma unidade militar regular de tamanho indeterminado usado na Antiguidade Tardia. Foi apenas mais tarde, no século VIII e possivelmente mesmo no século IX, que o nome veio a especificar esta unidade em particular. O regimento, por sua vez, deu nome ao Numera, um edifício adjacente ao Hipódromo de Constantinopla que serviu como quartel deles e como uma prisão da cidade. O estudioso francês Rodolphe Guilland identifica o Numera do século IX com a prisão conhecida como Prandíara de épocas anteriores.
Os números eram classificados entre as tagmas imperiais, os regimentos profissionais estacionados em e em torno de Constantinopla. Ao contrário de muitas tagmas, os números foram compostos de infantaria e nunca deixaram Constantinopla, sendo incumbidos com missões de guarda na cidade, especialmente vigiando a prisão Numera e compartilhando a proteção do Grande Palácio de Constantinopla com outras duas tagmas, o Vigla, uma unidade de cavalaria que acompanhou o imperador em campanha, e outra unidade de infantaria sob o conde ou doméstico dos muros (komēs/domestikos ton teichōn). O último tinha estreitos laços com os números: eles compartilharam uma função comum e tinham a mesma estrutura interna, e ao menos até o reinado de Miguel III, os dois comandos parecem ter sido combinados sob um único oficial, como atestado na pessoa de um certo Niceforitzes durante esta época. O conde e seus homens foram originalmente responsáveis pela defesa do Muralha de Anastácio, e depois, como os números, encarregados com a supervisão da prisão do Calce e deveres de guarda no Grande Palácio.

## Estrutura de comando
Como muitas das tagmas, o comandante dos números tinha o título de doméstico (em grego: δομέστικος τῶν Νουμέρων; romaniz.: domestikos tōn Noumerōn), geralmente nomeado simplesmente como "o número" (ὁ νούμερος). Com base em selos sobreviventes, no século IX ele geralmente tinha o postos de espatário e protoespatário. Tal como acontece com outros comandantes das tagmas, o doméstico dos números desempenhou um importante papel nas cerimônias da corte, e foi associado com a facção de corrida dos Azuis, e o tagma sênior dos escolas, enquanto os muros foram associados com a facção Verde e o segundo tagma mais sênior, os excubitores.
Como outras tagmas, o doméstico foi assistido por um topoterita (em grego: τοποτηρητής; romaniz.: topotērētés; lit. "tenente"), um secretário chamado cartulário (em grego: χαρτουλάριος; romaniz.: chartoulários) e um mensageiro chefe chamado protomandador (πρωτομανδάτωρ). Os oficiais subalternos foram intitulados, na forma antiga mais recente, tribunos (em grego: τριβοῦνοι; romaniz.: tribounoi) e vigários (em grego: βικάριοι; romaniz.: vikarioi; em latim: vicarii), correspondendo aos condes (komētēs) e centarcos (kentarchoi; centuriões) de outras tagmas. Houve também um número de mensageiros, chamados mandadores (μανδάτορες, mandatores), e porteiros, chamados portários (πορτάριοι, portarioi), os últimos evidentemente relacionados com os deveres de guarda da prisão do regimento.